# Kenyas fotbollsförbund
Kenyas fotbollsförbund, officiellt Football Kenya Federation, är ett specialidrottsförbund som organiserar fotbollen i Kenya.
Förbundet grundades 1960 och gick med i Caf 1968. De anslöt sig till Fifa år 1960. Kenyas fotbollsförbund har sitt huvudkontor i staden Nairobi.
I november 2022 hävde Fifa avstängningen mot Kenyas fotbollsförbund (FKF), efter den lokala regeringens beslut att återinsätta kroppen efter att ha upplöst den på grund av misstankar om korruption..